# Skavkulla och Skillingenäs
Skavkulla och Skillingenäs är en av SCB avgränsad och namnsatt tätort i Karlskrona kommun i Blekinge län. Den omfattar bebyggelse i grannorterna Grönadal, Skillingenäs och Skavkulla. 

## Befolkningsutveckling
| Befolkningsutvecklingen i Skavkulla och Skillingenäs 2005–2020                      | Befolkningsutvecklingen i Skavkulla och Skillingenäs 2005–2020 | Befolkningsutvecklingen i Skavkulla och Skillingenäs 2005–2020 | Befolkningsutvecklingen i Skavkulla och Skillingenäs 2005–2020 | Befolkningsutvecklingen i Skavkulla och Skillingenäs 2005–2020 |
| ----------------------------------------------------------------------------------- | -------------------------------------------------------------- | -------------------------------------------------------------- | -------------------------------------------------------------- | -------------------------------------------------------------- |
|                                                                                     |                                                                |                                                                |                                                                |                                                                |
| År                                                                                  |                                                                |                                                                | Folkmängd                                                      | Areal (ha)                                                     |
| 2005                                                                                | 2005                                                           |                                                                | 380                                                            | 78                                                             |
| 2010                                                                                | 2010                                                           |                                                                | 621                                                            | 89                                                             |
| 2015                                                                                | 2015                                                           |                                                                | 784                                                            | 161                                                            |
| 2020                                                                                | 2020                                                           |                                                                | 881                                                            | 175                                                            |
| Anm.: Ny tätort 2005. Sammanvuxen med Grönadal 2015. och med Norra Färmanstorp 2018 |                                                                |                                                                |                                                                |                                                                |